# Chendu, Mureș
Chendu, mai demult Chendu Mare, Chindul Mare (în dialectul săsesc Griuszkänd, Gruß-Känd, în germană Großkend, Grosskend, în maghiară Nagykend, Kend) este un sat în comuna Bălăușeri din județul Mureș, Transilvania, România.

## Legături externe

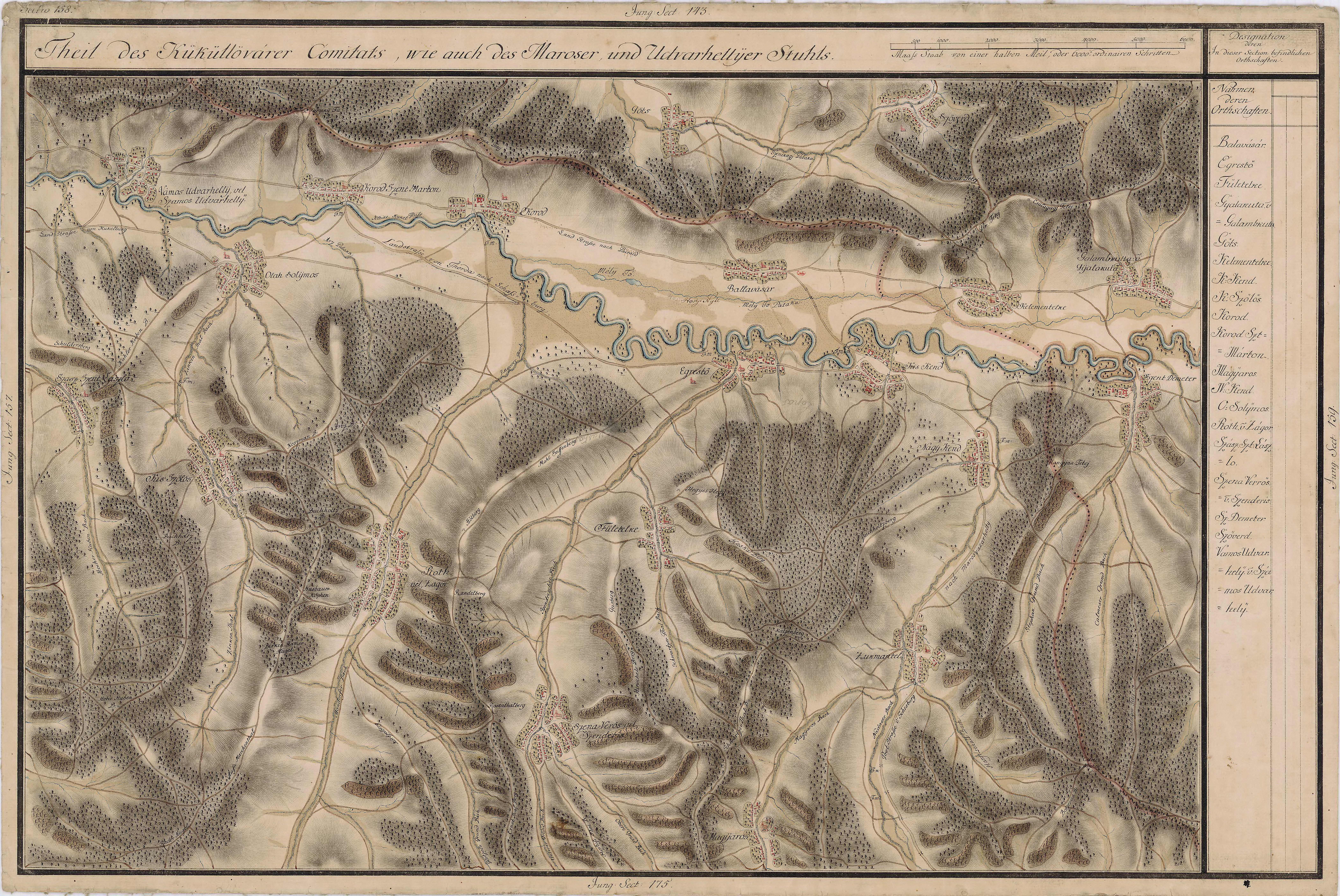
Chendu pe Harta Iosefină a Transilvaniei, 1769-1773

## Clădiri istorice
- Castel din secolul al XIX-lea.

## Imagini

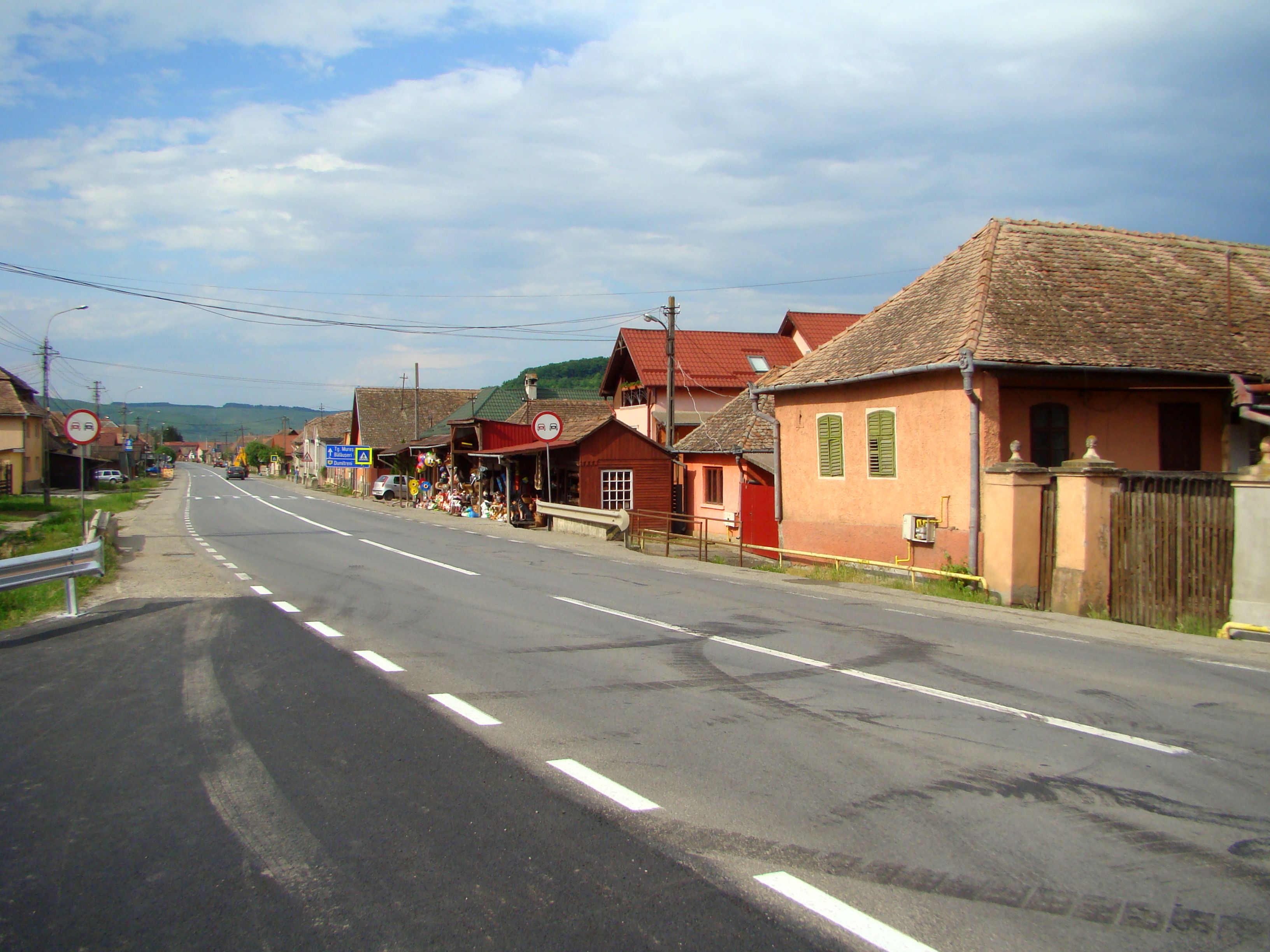
Chendu Mare
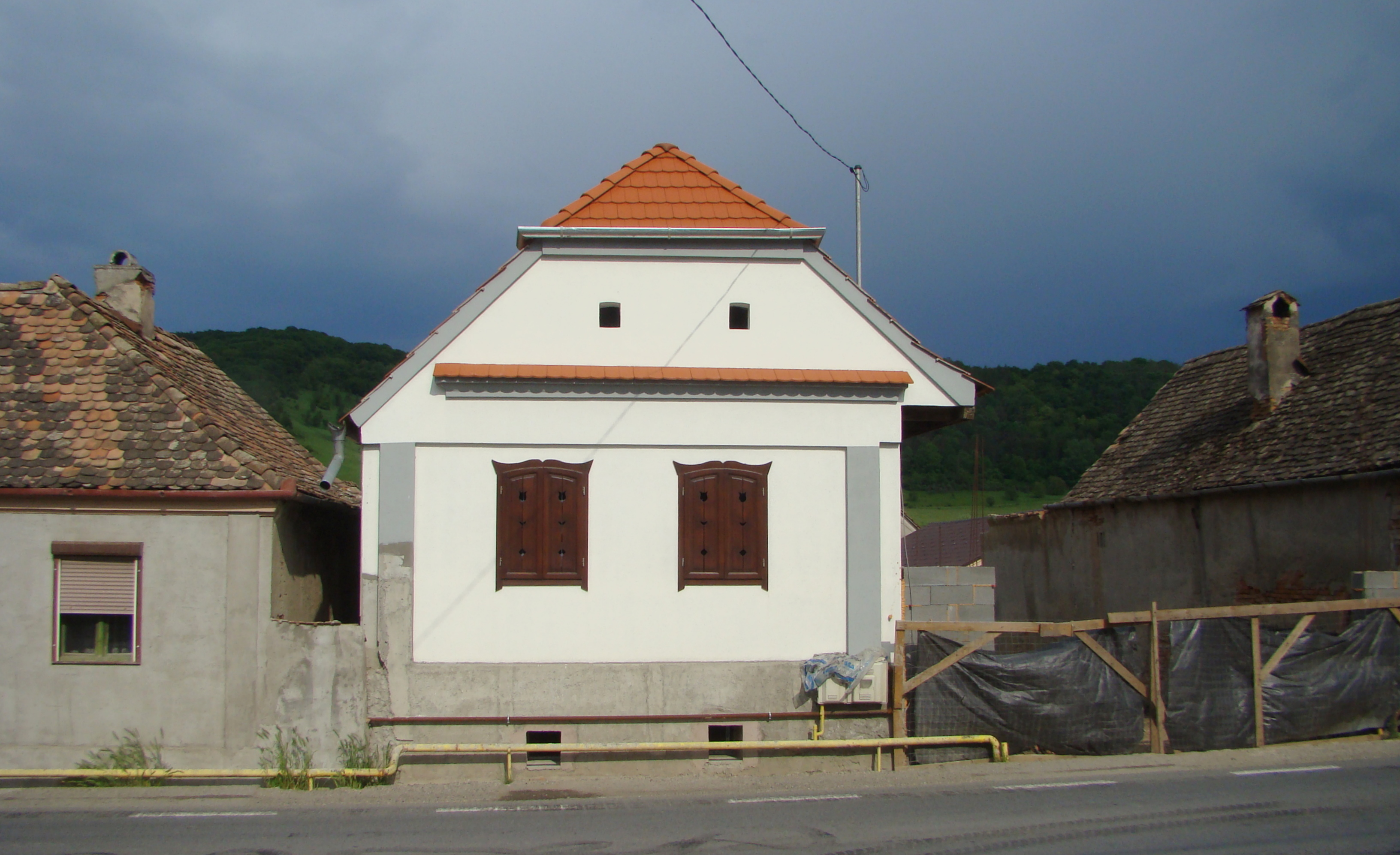
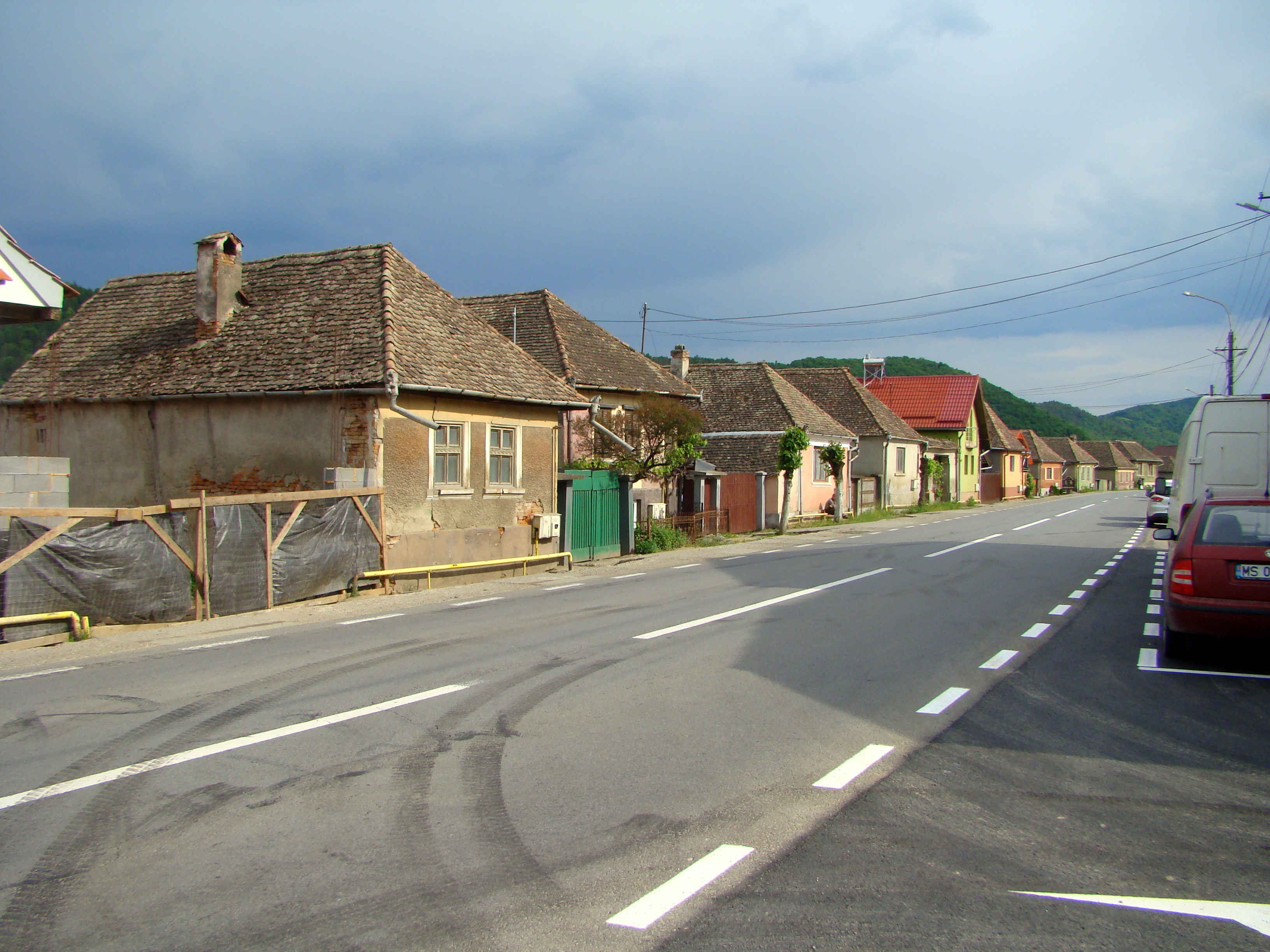
Chendu Mare
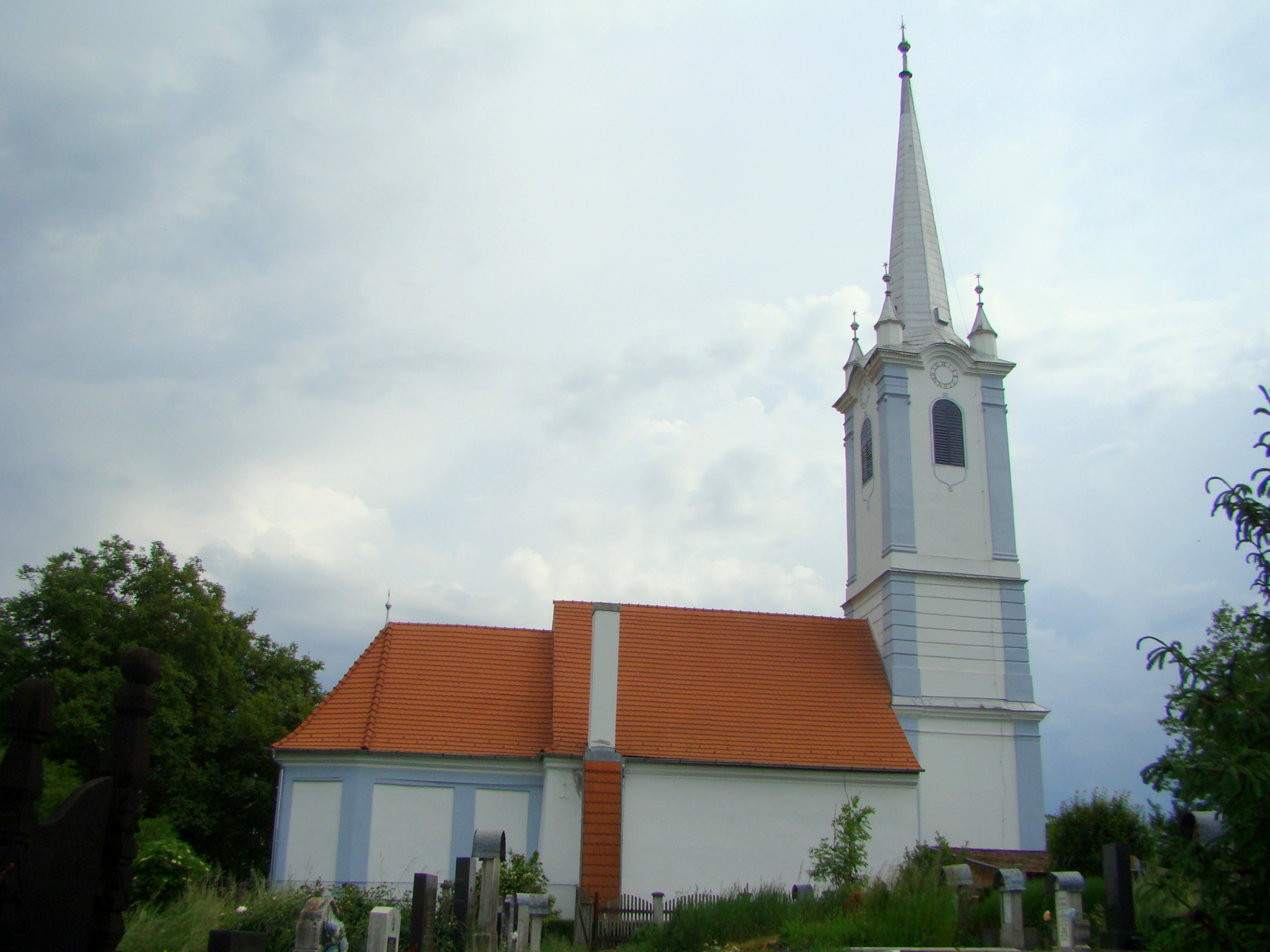
Biserica reformată din Chendu Mare
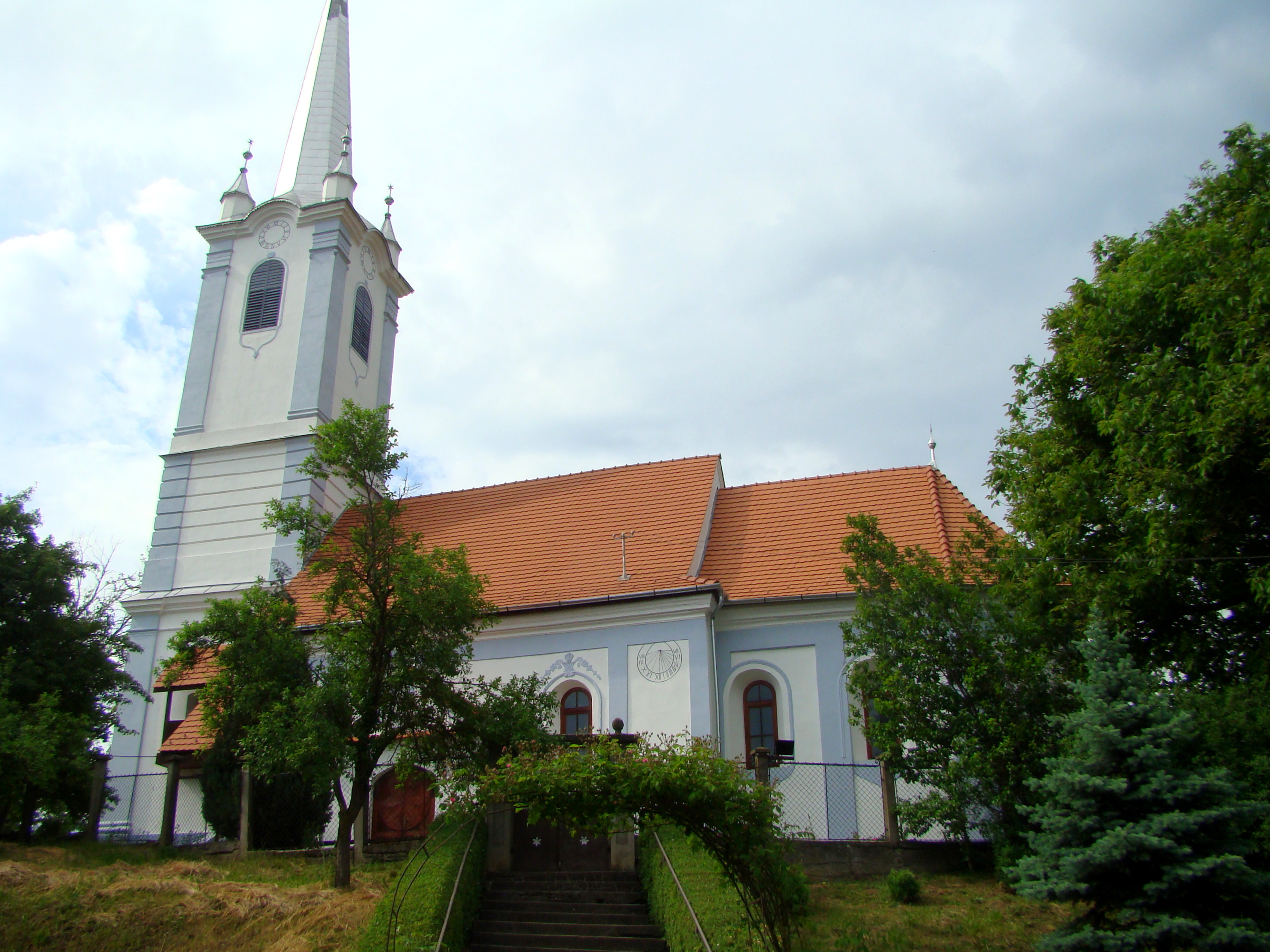
Biserica reformată din Chendu Mare
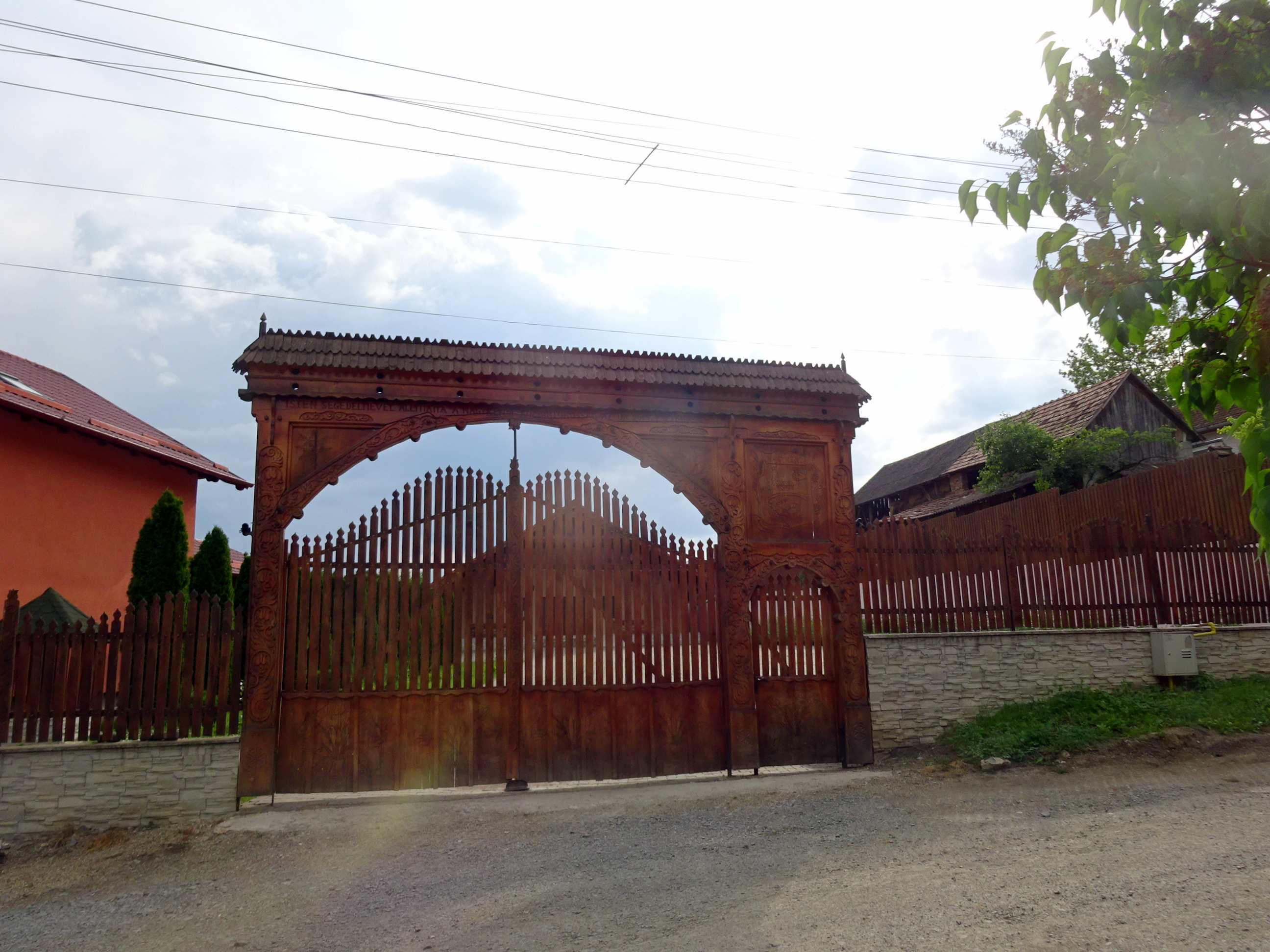
Poartă secuiască de lemn
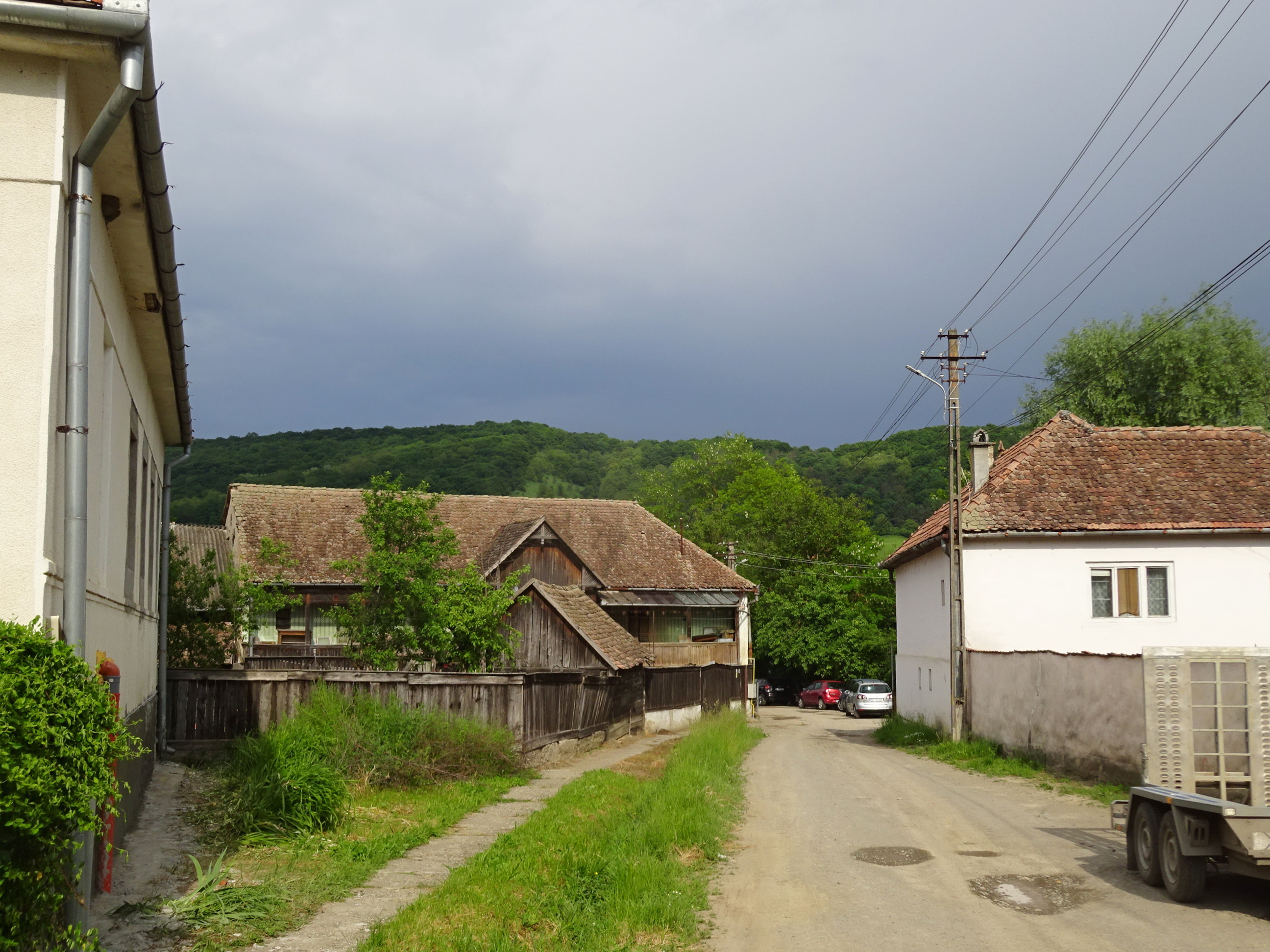
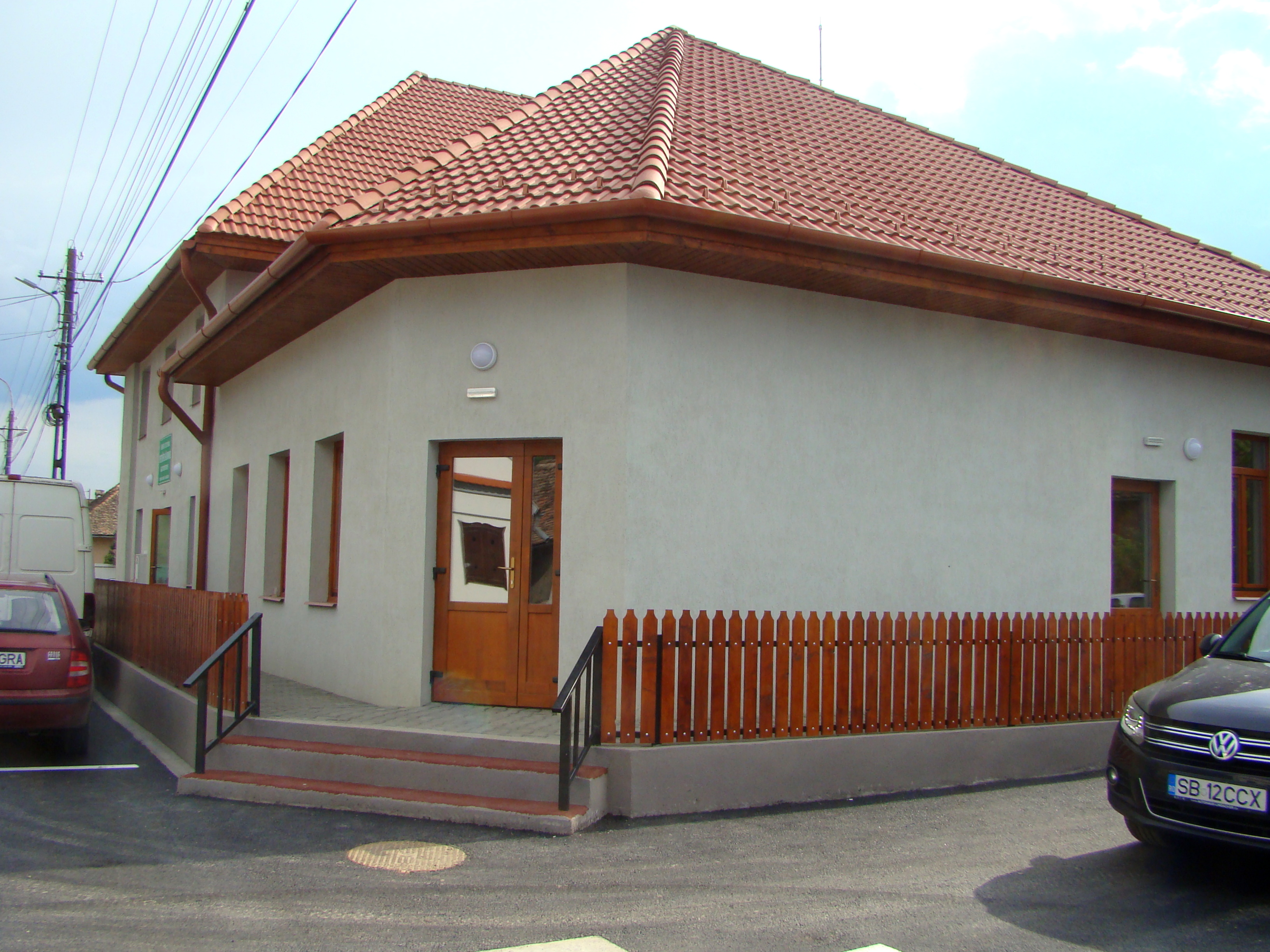
Căminul cultural „Sándor Petőfi” în ziua inaugurării
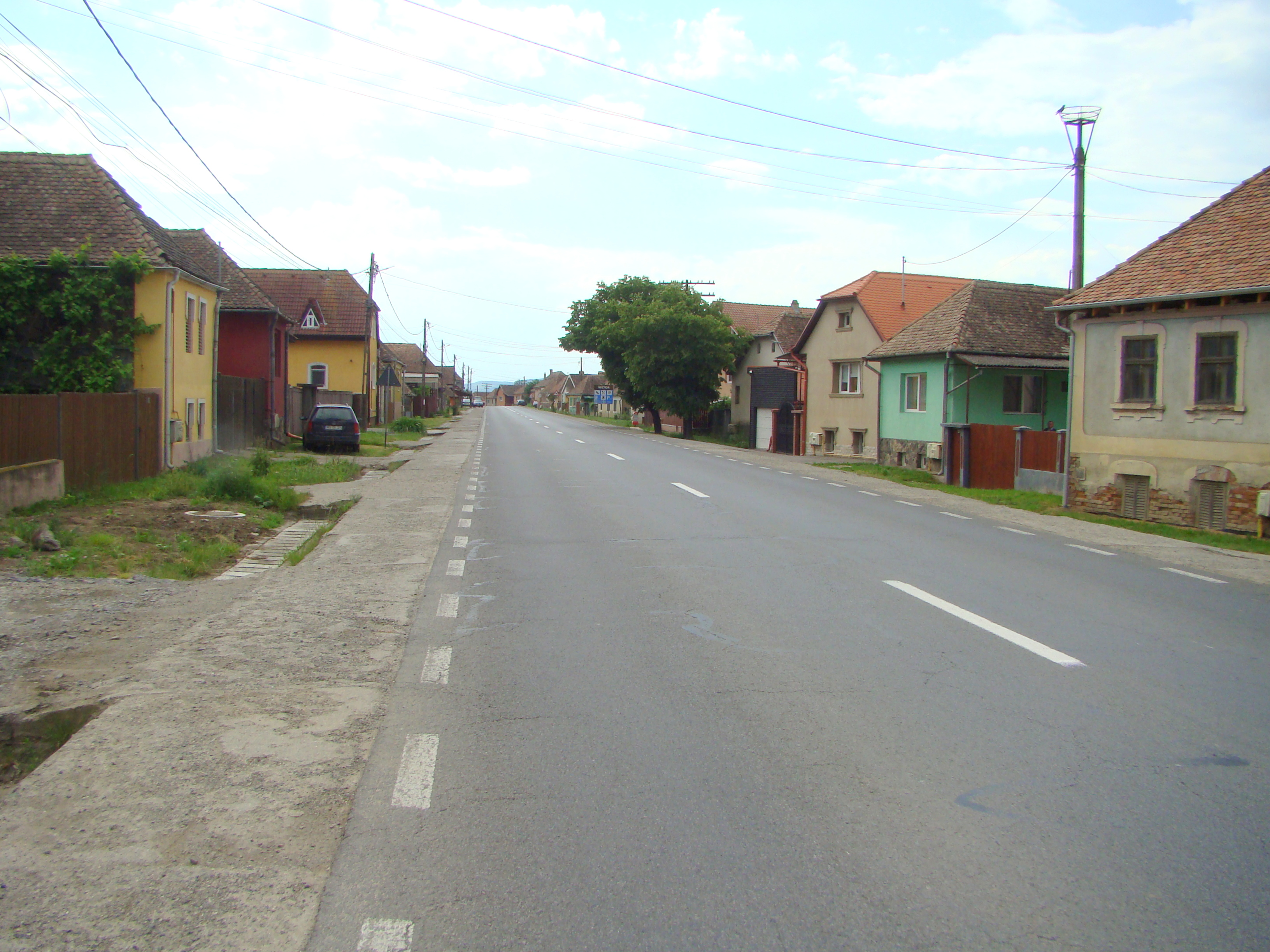
Chendu Mic
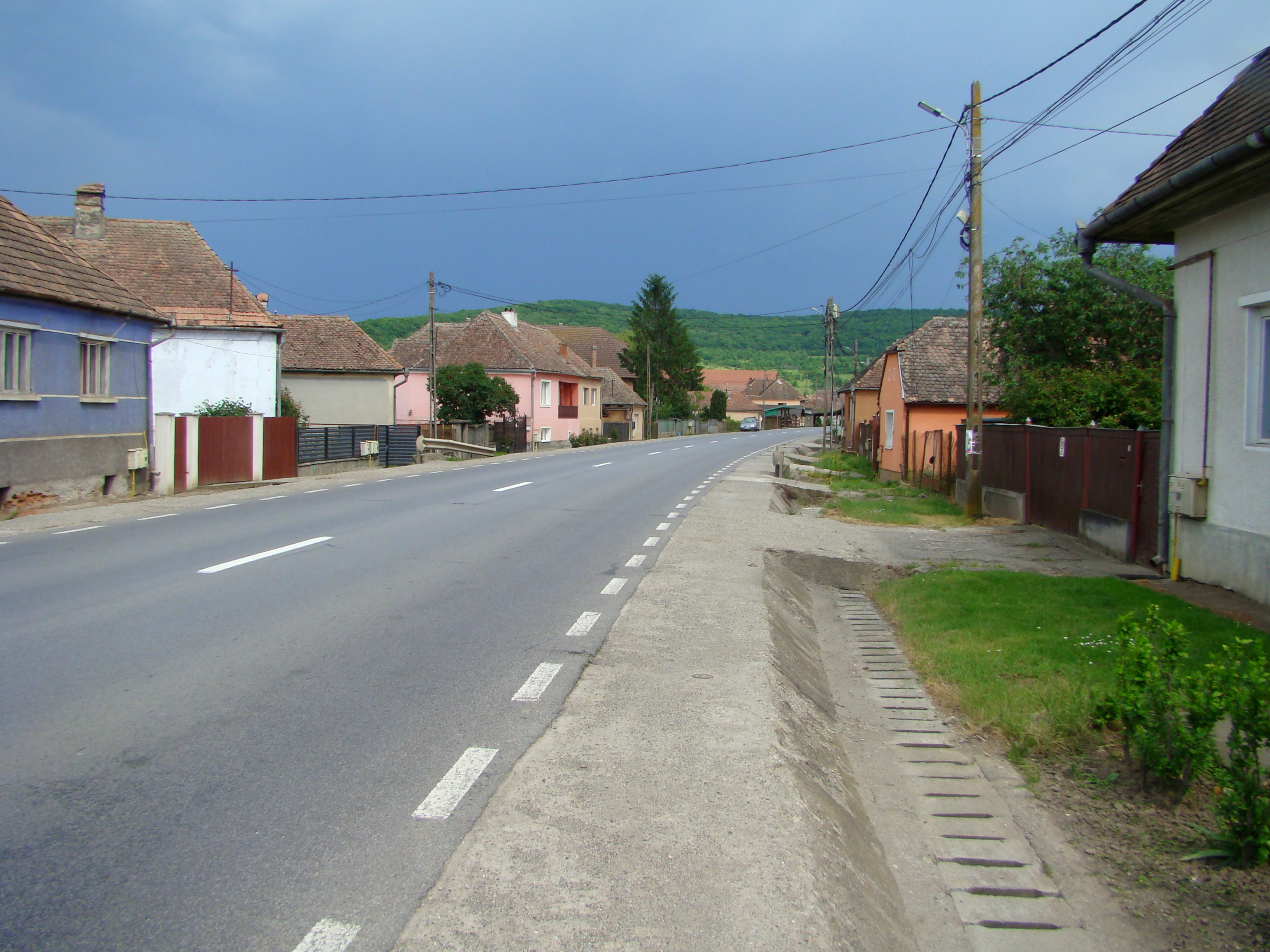
Chendu Mic
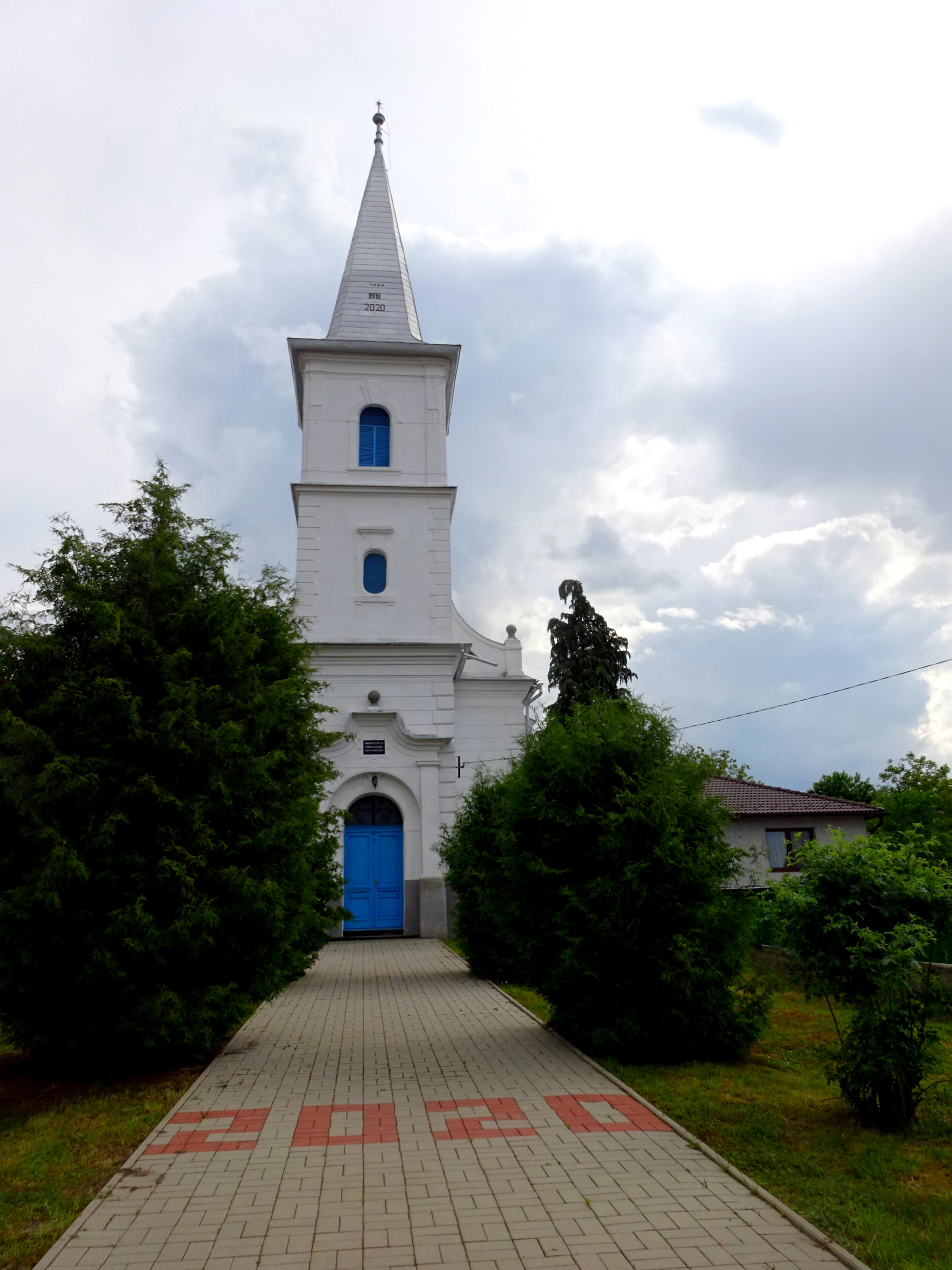
Biserica reformată din Chendu Mic
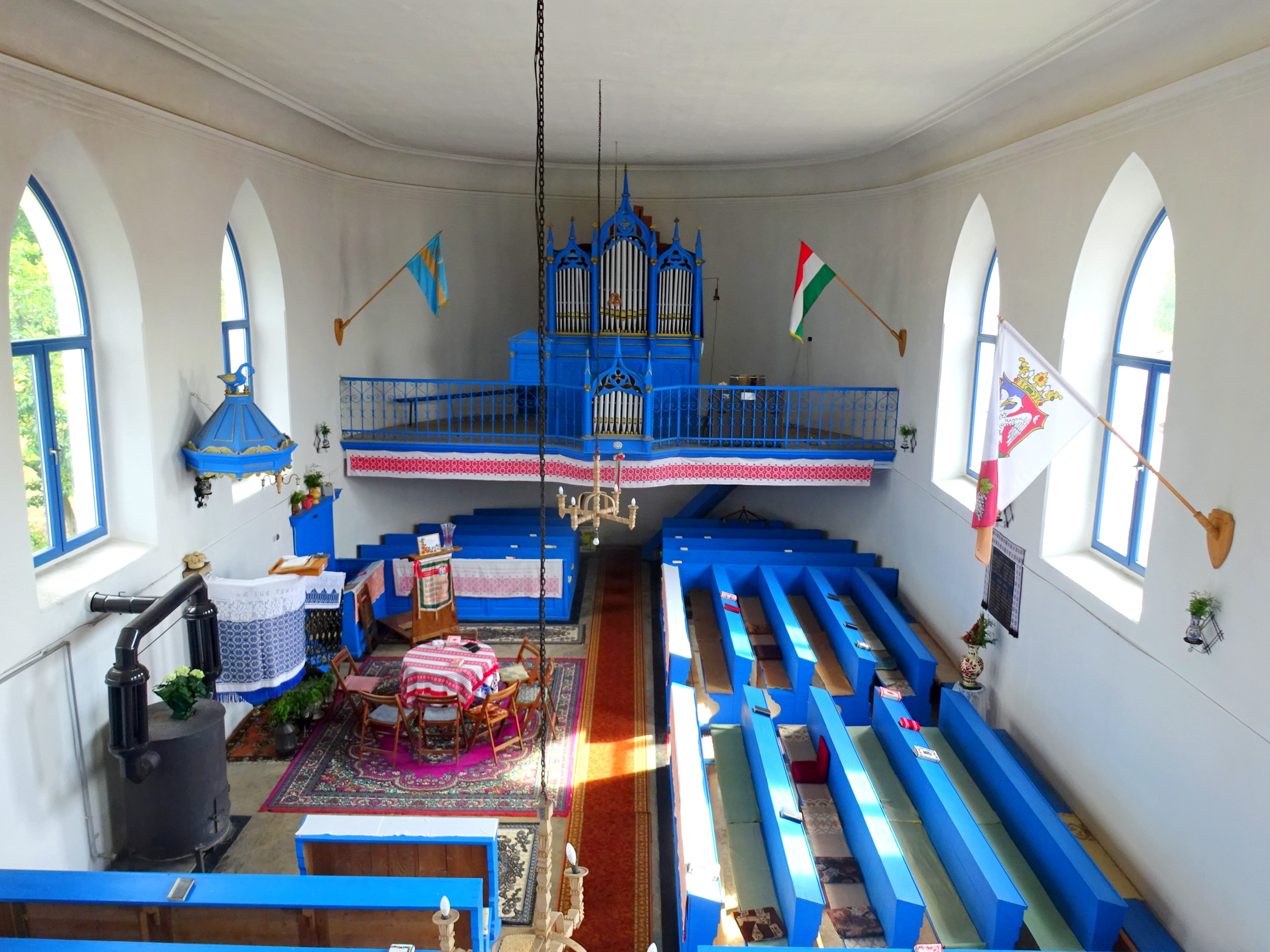
Biserica reformată din Chendu Mic
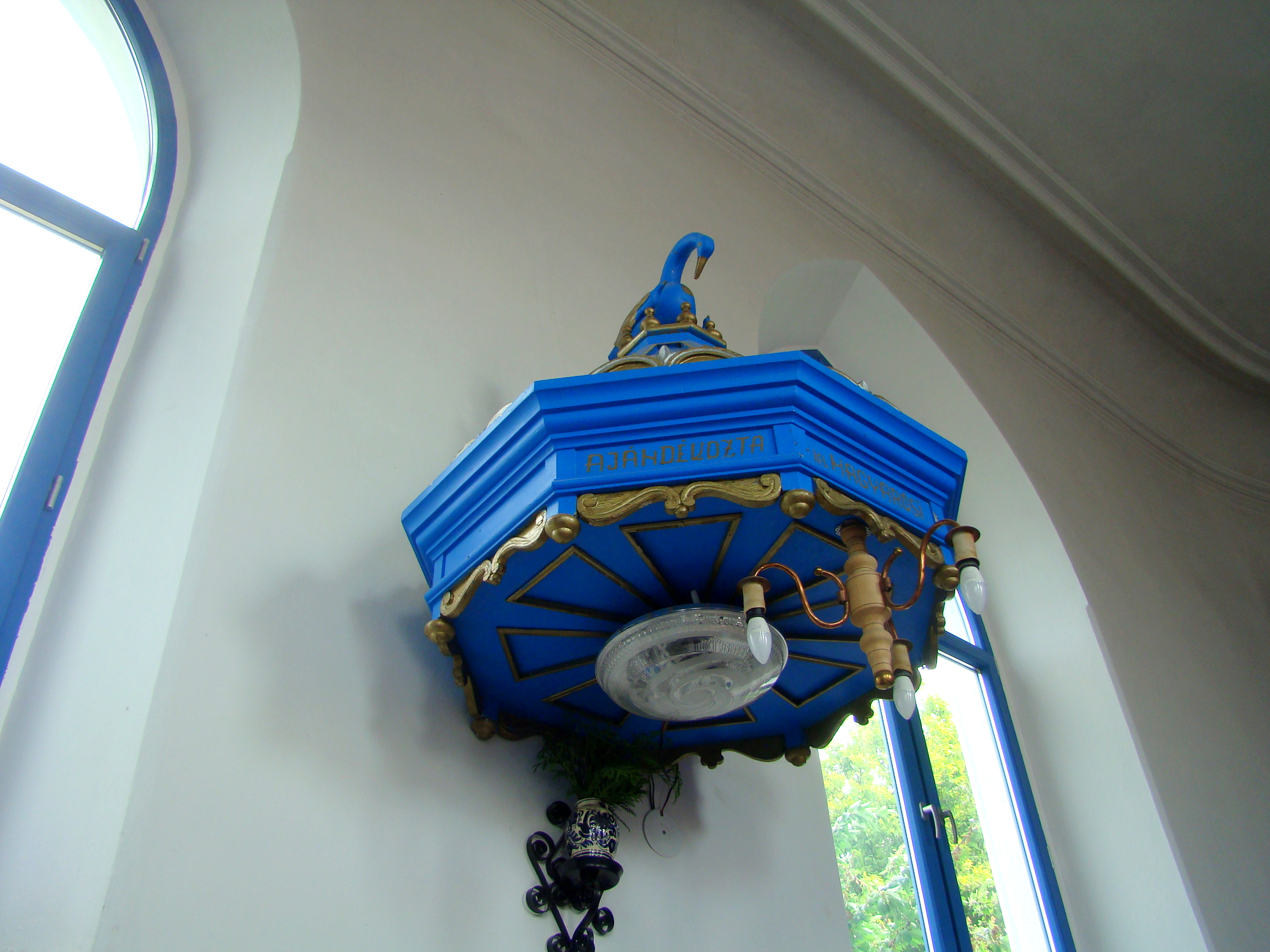
Coroana amvonului
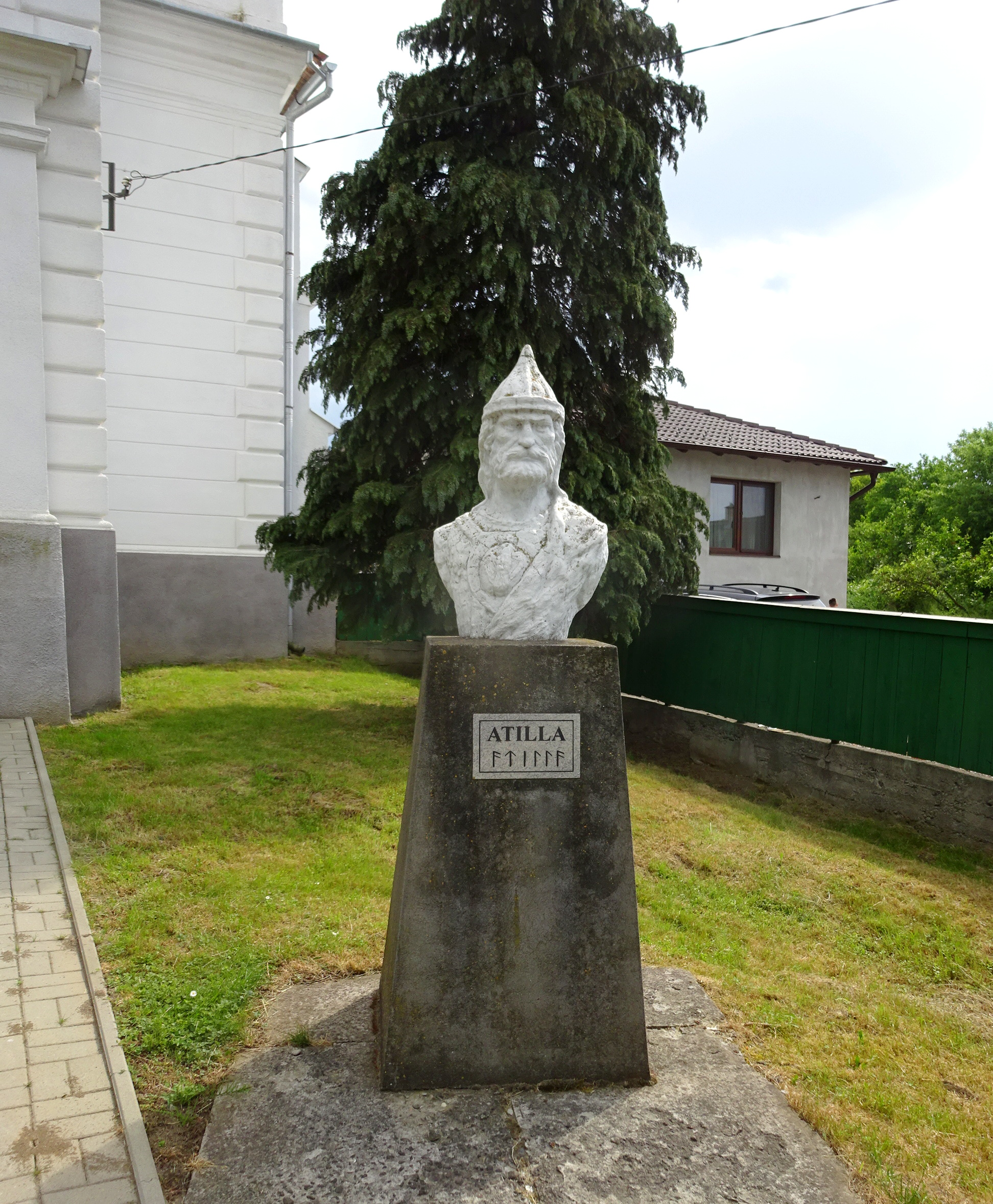
Bustul lui Attila
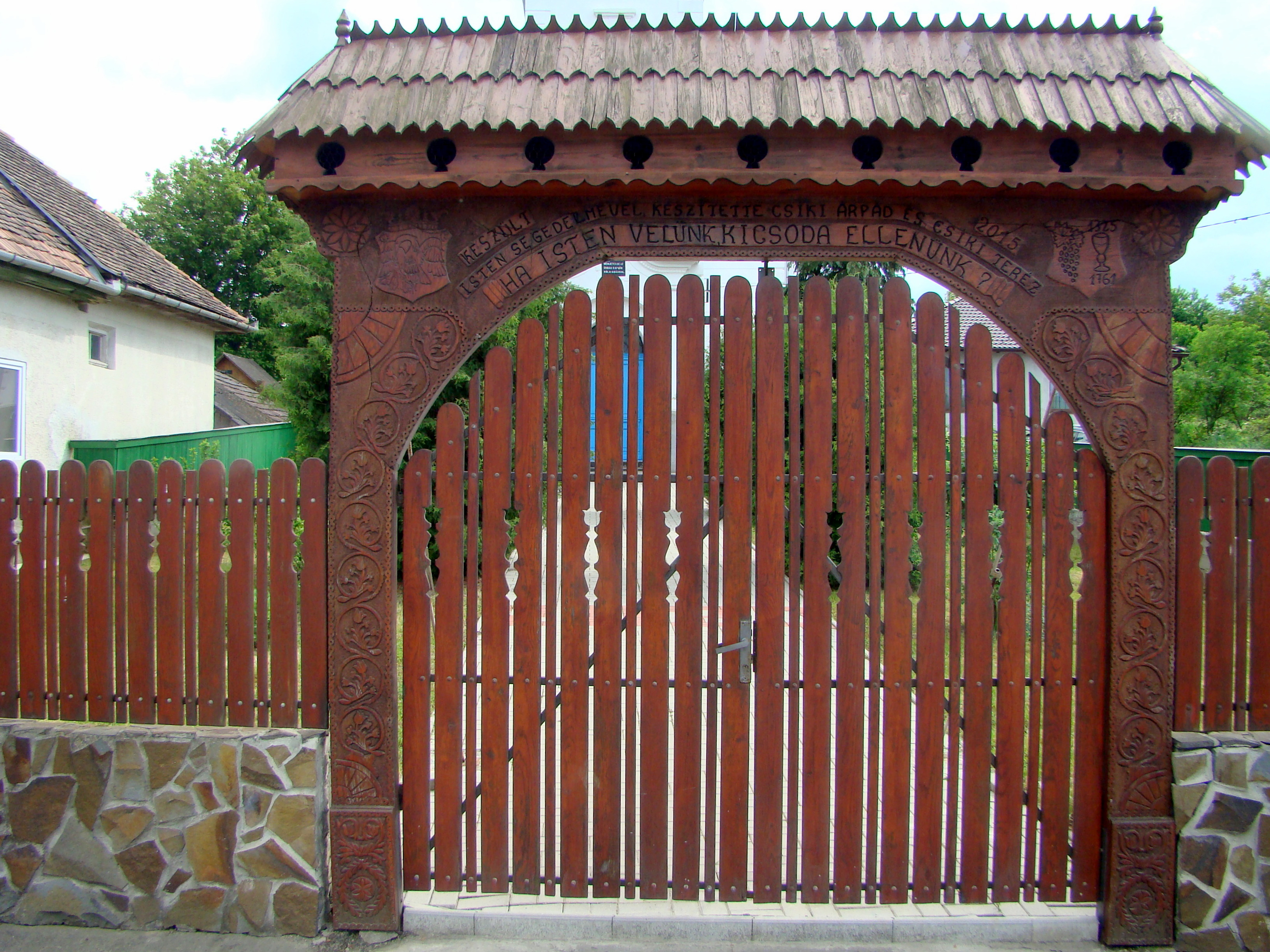
Poarta de lemn a bisericii
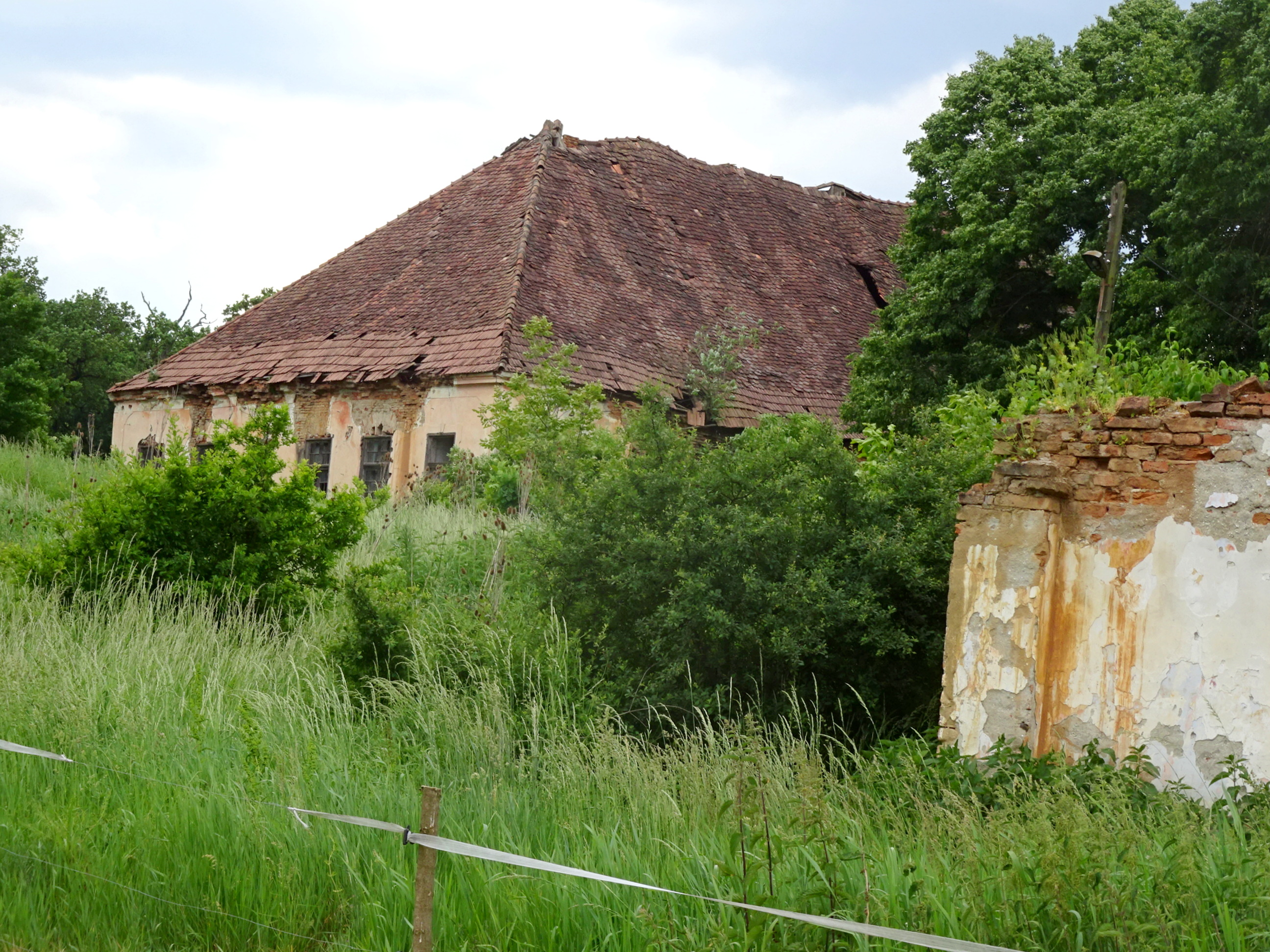
Castelul Somsics din Chendu